# Xã Nereson, Quận Roseau, Minnesota
Xã Nereson (tiếng Anh: Nereson Township) là một xã thuộc quận Roseau, tiểu bang Minnesota, Hoa Kỳ. Năm 2010, dân số của xã này là 58 người.